# Kotaro Matsushima
Kotaro Matsushima (松島 幸太朗 Matsushima Kōtarō?,  nacido en Pretoria el 26 de febrero de 1993) es un jugador de rugby japonés nacido en Sudáfrica de padre japonés y madre zimbabuense, que juega de Wing, Fullback o Centro para la selección de rugby de Japón, y actualmente para Suntory Sungoliath de la Top League.
Su debut con la selección de Japón se produjo en un partido contra Filipinas en Silangan el 3 de mayo de 2014.
Seleccionado para la Copa del Mundo de Rugby de 2015, Matsushima anotó un ensayo en la victoria de su equipo sobre los Estados Unidos 28-18, en el último partido del mundial para Japón.
En el partido inaugural del Mundial de Japón 2019 contra Rusia, anotó tres ensayos y le anularon un cuarto.